# David Mankaba
David Mankaba est un musicien zimbabwéen (1959 - 27 juin 1991).

## Biographie
Première personnalité connue de son pays à publiquement reconnaître être malade du sida ; il brisa délibérément le tabou qui entoure cette grave maladie et qui afflige des milliers de Zimbabwéens afin d’attirer l’attention du monde entier sur le problème du sida en Afrique. Mankaba jouait de la basse pour les Bhundu Boys, un orchestre de cinq musiciens qui popularisa la musique pop africaine en Grande-Bretagne et en Amérique du Nord à la fin des années 1980 connu pour leur style unique de percussions au rythme rapide connu sous le nom de « jit » ou « jit-jive ». Membre de la tribu des Ndébélés du Bulawayo, il était le seul membre non-Shona du groupe. Au début des années 80, les Bhundu Boys développèrent leur style musical provenant de traditionnels chants ou danses du peuple shona. Ils eurent plusieurs grands succès au Zimbabwe, et en 1986, firent une tournée en Grande-Bretagne, sans instruments, ni argent ou contrats, cependant, grâce aux spectacles présentés dans des cabarets ils devinrent rapidement connus sur les scènes anglaises. Leur album Shabini se hissa dans le top 10 du Billboard anglais et le groupe put se joindre à la tournée de Madonna lors de son concert au Wembley Stadium. Il meurt à Harare le 27 juin 1991.